# Ondrejovce
Ondrejovce (in ungherese Barsendréd) è un comune della Slovacchia facente parte del distretto di Levice, nella regione di Nitra.